# Hiromitsu Isogai
Hiromitsu Isogai (礒貝 洋光 Isogai Hiromitsu?, Ogawa (actualmente Uki), Kumamoto; 19 de abril de 1969) es un futbolista japonés que se desempeñaba como centrocampista.

## Clubes
| Club               | País  | Año         |
| ------------------ | ----- | ----------- |
| Gamba Osaka        | Japón | 1992 - 1997 |
| Urawa Red Diamonds | Japón | 1997 - 1998 |